# Per Olov Landgren
Per Olov Landgren, född 28 januari 1944 i Stockholm, är en svensk industriformgivare.
Per-Olov Landgren utbildade sig på Nyckelviksskolan i Lidingö 1961-1962 och på Konstfack i Stockholm 1962-1967 i industriell formgivning och silversmide. Han anställdes som formgivare på Gustavsberg 1968 och samarbetade där med bland andra Sven-Eric Juhlin. Han var 1976-1988 chefsformgivare vid Gustavsbergs plastdivision. Från 1968 drev han det egna designföretaget Landgren Design KB under tio år. Han var därefter lärare på Konstfack och från 1998 vid Högskolan för Design och Konsthantverk vid Göteborgs universitet, från 2010 som professor i industridesign.
På Gustavsberg formgav han bland annat 1981 kundkorgen Attention i färgad polypropen sampolymerplast (PPE) med handtag av svart polyamid 6-plast (PA6-plast).